# Solipsisme
 (mars 2009).
Si vous disposez d'ouvrages ou d'articles de référence ou si vous connaissez des sites web de qualité traitant du thème abordé ici, merci de compléter l'article en donnant les références utiles à sa vérifiabilité et en les liant à la section « Notes et références ».
Ne doit pas être confondu avec Égocentrisme.
Le solipsisme (du latin solus, « seul » et ipse, « soi-même ») est une théorie philosophique et métaphysique selon laquelle la seule chose dont l'existence est certaine est le sujet pensant. Forme extrême d'idéalisme, le solipsisme soutient qu'aucune autre réalité n'est certaine que celle du sujet qui pense.

## Concept

### Définition
La question du moi et de l'autrui est fondamentale en philosophie et en métaphysique. Le solipsisme soutient que l'existence du sujet s'interrogeant constitue l'unique certitude, face à la matière qui, elle, est trompeuse. René Descartes joue un rôle important dans la construction du solipsisme, car il consacre toutes ses Méditations métaphysiques à un projet de refondation de la certitude unique qui est celle de l'existence du moi, de l'ego.
Les solipsistes soutiennent que le « soi » est en effet la seule manifestation de conscience dont nous ne puissions pas douter. Si seul le soi peut être tenu pour assurément existant, alors le monde extérieur, avec ses habitants, ou bien n'existe pas, ou bien existe mais alors, on ne peut prouver que chacun des habitants dispose lui-même d'un moi.
Selon André Lalande, le solipsisme est une « doctrine présentée comme une conséquence logique résultant du caractère idéal (idéel) de la connaissance ; elle consisterait à soutenir que le moi individuel dont on a conscience, avec ses modifications subjectives, est toute la réalité, et que les autres moi dont on a la représentation n'ont pas plus d'existence indépendante que les personnages des rêves ; ou du moins à admettre qu'il est impossible de démontrer le contraire ».
Toujours selon Lalande, le médecin Claude Brunet en aurait été le seul authentique représentant au début du XVIIIe siècle, avec son ouvrage Projet d'une nouvelle métaphysique. Emmanuel Kant se sert de ce terme dans la Critique de la raison pratique (3e section, 3e paragraphe), mais pour désigner l'amour de soi éprouvé par le moi empirique, par contraste avec le moi transcendantal.

### Moi et Soi
Le phénomène de Soi diffère complètement selon les auteurs, en particulier chez C.G. Jung où il est comparé à l'archétype de la conscience et du Moi. Il pourrait s'agir seulement d'une position épistémologique « constructiviste ». Si on l'envisage aussi sur un plan ontologique, on se rapproche alors quelque peu du « pyrrhonisme » puisque la connaissance de quoi que ce soit d'extérieur à soi-même ne reste qu'une conjecture incertaine.

### Étymologie
Le mot de solipsisme apparaît dans le Petit Larousse en 1878. Il apparaît trois ans plus tard dans la langue anglaise. Le terme de solipse existe déjà au XVIIIe siècle.

## Types de solipsisme

### Bouddha et le voile de l'un
Le solipsisme représente l'attitude d'une minorité des écoles de pensées bouddhiques. Il s'agit d'une théorie qui ne découle pas nécessairement de la voie du milieu, et qui peut même paraître opposée à l'idée de saṃsāra (les mondes dans lesquels les êtres évoluent), à la cosmologie bouddhique, voire à l'éthique qui se dégage tant de cette représentation de l'univers que de la causalité exprimée par la loi du karma.
Tout bouddhiste considère en effet l'impression d'être « un » (l'égo ou le moi) comme voilant la réalité, ou comme une illusion. Le moi ne proviendrait que d'une perception incomplète du monde induite par le plaisir et la douleur, et qui conditionne au fil du temps la conscience elle-même. La plupart des philosophies bouddhiques admettent donc l'existence de phénomènes extérieurs, d'une réalité tangible, caractérisée en ce qu'elle est sans Soi (pris au sens d'impersonnel) (chaque chose est sans Soi, anatta : sans atmân).
Certaines écoles du bouddhisme Mahâyâna ont formulé des interprétations penchant pour le solipsisme obligé de l'égo, en opposition à celui de l'après éveil (en sanskrit « bouddha » signifiant l'« éveillé ») qui permet alors de voir le monde, tel qu'il est. Voir par exemple l'école Yogacara, connue d'abord pour son idéalisme.

### Gorgias et le solipsisme partiel
Une première forme de solipsisme, proche du scepticisme, aurait été mise en avant par le sophiste Gorgias. Selon Sextus Empiricus, Gorgias aurait affirmé : « Rien n'existe. Même si quelque chose existe, on ne peut rien savoir de ce qui existe. Même si on peut savoir quelque chose de ce qui existe, on ne peut le communiquer aux autres ».

### Descartes et le doute hyperbolique
René Descartes entreprend, dans les Méditations métaphysiques, de fonder sur des bases solides le savoir. Après avoir appliqué un doute hyperbolique, qui consiste à rejeter comme faux tout ce qui est ne serait-ce qu'un petit peu douteux, il mène un raisonnement qui le conduit à affirmer que la seule chose dont il est certain est que, pendant qu'il pense, il est certain d'être (cogito ergo sum, je pense donc je suis)[réf. incomplète].
Toutefois, si le cogito suffit à fonder la certitude subjective de l'existence du sujet pensant au moment où il pense, cela ne suffit pas à fonder la réalité absolue de la substance pensante (res cogitans) qui existerait en dehors de moi. En effet, seul Dieu pourrait être un tel fondement, cela, par sa création continuée. Aussi, la théorie cartésienne n'est pas solipsiste,.
Selon une interprétation, dominante dans l'histoire de la philosophie, Descartes préfigurerait ainsi l'avènement de la subjectivité dans la philosophie moderne, c'est-à-dire de la conscience de soi (Hegel attribuait l'émergence de celle-ci au christianisme). Il aurait ainsi ouvert la voie aux solipsismes subséquents.

### Berkeley et l'idéalisme empiriste
George Berkeley est l'un des philosophes qui sont allés le plus loin sur le terrain du solipsisme, depuis le pyrrhonisme antique. Son idéalisme empiriste renvoyait en effet à Dieu l'origine de nos sensations. Dès lors, le monde n'avait pas d'existence matérielle en tant que telle : Berkeley s'opposait à toute position réaliste qui considèrerait que le monde possède une réalité extérieure hors de notre perception : « Être, c'est être perçu et percevoir », selon sa formule célèbre. Mais en fait toutes nos perceptions subjectives renvoient à la perception divine. L'autre, dès lors, existe-t-il ?
Cette position partage certains aspects avec la théorie de la monade de Leibniz, chaque monade n'étant en lien immédiat qu'avec Dieu, et chacune exprimant l'univers entier.

### Kant et l'illusion du solipsisme
Emmanuel Kant s'attaque au solipsisme dans la Critique de la raison pure. Il cherche à démonter les illusions que le sujet pensant entretient sur lui-même. Un des raisonnements fallacieux (paralogismes) mis en lumière par le philosophe est celui qui consiste à représenter le Moi comme entièrement clos sur lui-même. Kant ne considère pas que l'on puisse soutenir qu'un sujet puisse avoir conscience de lui-même sans admettre en même temps la conscience du monde, c'est-à-dire des objets qui accompagnent le sujet. Il conclut que « la conscience de moi-même » n'est « pas vraiment possible sans des choses hors de moi ».

### Wittgenstein et le microcosme
Ludwig Wittgenstein met en exergue sa théorie solipsiste à partir de la proposition 5.63 du Tractatus logico-philosophicus, selon laquelle « Je suis mon monde. (Le microcosme.) ».
En soi, le solipsisme ne peut être dit mais il peut être montré et comme le souligne Wittgenstein dans son avant-propos, « tout ce qui peut être dit peut être dit clairement, et sur ce dont on ne peut parler, il faut garder le silence. » 
Le solipsisme comme philosophie ou comme doctrine fait donc nécessairement partie du « Mystique » (6.522 - « Il y a assurément de l'indicible. Il se montre, c'est le Mystique. ») et n'est par conséquent pas « une méthode correcte en philosophie » (aphorisme 6.53) bien que « ce que le solipsisme veut signifier est tout à fait correct » (aphorisme 5.62).
Si l'on ne peut que simplement montrer le solipsisme c'est parce qu'en tant que définition du monde, il est absurde : 5.631 - « Il n'y a pas de sujet de la pensée de la représentation. Si j'écrivais un livre intitulé Le monde tel que je l'ai trouvé, je devrais y faire aussi un rapport sur mon corps, et dire quels membres sont soumis à ma volonté, quels n'y sont pas soumis, etc. Ce qui est en effet une méthode pour isoler le sujet, ou plutôt pour montrer que, en un sens important, il n'y a pas de sujet: car c'est de lui seulement qu'il ne pourrait être question dans ce livre. » En effet, le sujet qui voit en lui le monde (solipsisme radical), ne peut en toute rigueur se définir lui-même puisqu'il devrait être en dehors de lui, en dehors du monde : « l'œil, en réalité, tu ne le vois pas. Et rien dans le champ visuel ne permet de conclure qu'il est vu par un œil. » Ce qui implique une impossibilité du sujet métaphysique (le je du solipsisme) à être « dans le monde ». « Le je philosophique […] est le sujet métaphysique, qui est frontière — et non partie — du monde. » (aphorisme 5.641)
Mais cela implique aussi que le solipsisme est une sorte de lieu vide de la pensée (absurde) et de la réalité (frontière du monde qui n'a donc par définition pas d'espace) puisque « développé en toute rigueur, [il] coïncide avec le réalisme pur. Le je du solipsisme se réduit à un point sans extension, et il reste la réalité qui lui est coordonnée ». (aphorisme 5.64)

### Sartre et la transcendance de l'égo
Jean-Paul Sartre s'attaque au solipsisme dans plusieurs de ses ouvrages. Il commence dans la Transcendance de l'Ego, et y revient dans un chapitre de L'Être et le Néant appelé « L’écueil du solipsisme ». Le philosophe procède à un examen critique de trois tentatives de réfutation du solipsisme, celle de Edmund Husserl, celle de Georg Wilhelm Friedrich Hegel, et, la plus récente, celle de Martin Heidegger.
Sartre propose deux pistes pour résoudre le problème du solipsisme. La première est de ne pas créer de séparation ontologique entre le sujet et l'objet. La deuxième est de renoncer à l'idéalisme de la connaissance. Il réfute le solipsisme en proposant une théorie du regard qui rend inséparables le pour-autrui du pour-soi. Comme le regard de l'autre est renvoyé vers le sujet, il l'isole comme une réalité singulière tout en le marquant par l'altérité. Cette réfutation se fonde sur une conception antagonistique des rapports sociaux.

### Bertrand Russell
Le philosophe Bertrand Russell mentionne dans ses Essais sceptiques une lettre d'une de ses correspondantes lui écrivant « qu'elle était une solipsiste et qu'elle était surprise qu'il n'y en eût pas d'autres ». Il ajoute « la dame étant logicienne, sa surprise me surprend ».